# Gle Seunong
Gle Seunong är en kulle i Indonesien.   Den ligger i provinsen Aceh, i den västra delen av landet, 1 700 km nordväst om huvudstaden Jakarta. Toppen på Gle Seunong är 155 meter över havet.
Terrängen runt Gle Seunong är kuperad åt sydväst, men åt nordost är den platt.Runt Gle Seunong är det tätbefolkat, med 591 invånare per kvadratkilometer. Närmaste större samhälle är Reuleuet, 3,8 km nordost om Gle Seunong. Trakten runt Gle Seunong består till största delen av jordbruksmark.